# Медицинска антропология
Медицинска антропология изучава „човешкото здраве и заболявания, здравни системи и биокултурна адаптация“ , като изследва културните фактори , които са въздействащи върху здравето в различните общества, и е текуща една от най-развиваните области на антропологията и приложната антропология , и е подполе на социалната и културната антропология.
Терминът е използван още през 19. век в датски – medische anthropologie, като термините антропология на медицината, антропология на здравето или антропология на заболяванията са били използвани също така в Европа, като терминът се налага през втората половина на 20. век като означаващ епирични изследвания и теоретични работи на антрополози и медици върху въпросите на социалните процеси, културата и здравето, както и практиките на здравеопазване .

## Свързани дисциплини
В областта на етнологията
- Етномедицина
- Етнопсихиатрия

Епидемиология
- Епидемиология и култура, културна епидемология

Здравеопазване
- Социология на здравеопазването